# Babbar Khalsa International
Babbar Khalsa International est une organisation nationaliste sikh. Créé dans un premier temps pour récolter auprès de la diaspora sikh des fonds pour soutenir la lutte du Babbar Khalsa, le groupe revendique par la suite lui aussi des attentats, dont un attentat-suicide le 31 août 1995 à Chandigarh qui coûta la vie à 16 personnes dont Beant Singh, le premier ministre du Pendjab. L'organisation est placée sur la liste officielle des organisations terroristes de l'Inde, des États-Unis d'Amérique et du Canada.